# Eucereon amadis
Eucereon amadis är en fjärilsart som beskrevs av William Schaus 1896. Eucereon amadis ingår i släktet Eucereon och familjen björnspinnare. Inga underarter finns listade i Catalogue of Life.